# Medveđa
Medveđa (cyr. Медвеђа) – miasto w Serbii, w okręgu jablanickim, siedziba gminy Medveđa. W 2011 roku liczyło 3236 mieszkańców.